# أكمية لازوردية
أكمية لازوردية (الاسم العلمي: Aechmea azurea) هو نوع نباتي يتبع جنس الأكمية من فصيلة البروميلية.